# Tordoia
Tordoia – gmina w Hiszpanii, w prowincji A Coruña, w Galicji, o powierzchni 124,55 km². W 2011 roku gmina liczyła 3924 mieszkańców.